# Peoria (Oklahoma)
Peoria és un poble dels Estats Units a l'estat d'Oklahoma. Segons el cens del 2000 tenia 141 habitants.

## Demografia
Segons el cens del 2000, Peoria tenia 141 habitants, 54 habitatges, i 40 famílies. La densitat de població era de 226,8 habitants per km².
Dels 54 habitatges en un 38,9% hi vivien nens de menys de 18 anys, en un 59,3% hi vivien parelles casades, en un 16,7% dones solteres, i en un 24,1% no eren unitats familiars. En el 20,4% dels habitatges hi vivien persones soles l'11,1% de les quals corresponia a persones de 65 anys o més que vivien soles. El nombre mitjà de persones vivint en cada habitatge era de 2,61 i el nombre mitjà de persones que vivien en cada família era de 3,05.
Per edats la població es repartia de la següent manera: un 29,1% tenia menys de 18 anys, un 7,1% entre 18 i 24, un 26,2% entre 25 i 44, un 19,9% de 45 a 60 i un 17,7% 65 anys o més.
L'edat mediana era de 38 anys. Per cada 100 dones de 18 o més anys hi havia 104,1 homes.
La renda mediana per habitatge era de 28.125 $ i la renda mediana per família de 40.938 $. Els homes tenien una renda mediana de 25.000 $ mentre que les dones 21.250 $. La renda per capita de la població era de 13.953 $. Cap de les famílies i el 3,6% de la població estaven per davall del llindar de pobresa.

## Poblacions més properes
El següent diagrama mostra les poblacions més properes.